# Cuthonella hiemalis
Cuthonella hiemalis is een slakkensoort uit de familie van de Cuthonellidae. De wetenschappelijke naam van de soort is voor het eerst geldig gepubliceerd in 1987 door Roginskaya.